# Hans Lepperdinger
Hans Lepperdinger (* 29. Juni 1905 in Aubing; † 30. März 1984 in Marquartstein) war Oberst der Wehrmacht im Zweiten Weltkrieg und letzter Kampfkommandant in Salzburg.

## Leben

### 2. Weltkrieg
Lepperdinger übergab am 4. Mai 1945 Salzburg kampflos an die Amerikaner, entgegen dem Befehl von General von Bork, sie unter allen Umständen zu verteidigen. Die Amerikaner ließen Lepperdinger wissen, was geschehen wäre, hätte er dem von General Scheel mehrfach ausgesprochenen Befehl gehorcht: 200 Bomber standen bereit, um Salzburg an diesem Tag zu bombardieren, da die Stadt für die Amerikaner als Schlüssel zur legendären Alpenfestung der Wehrmacht galt. Lepperdingers Stab waren auch zwei Salzburger zugeteilt gewesen: Hauptmann Norbert Nürnberger und Leutnant Wolfgang Exner. Sie standen bedingungslos hinter dem Oberst und riskierten wie dieser ihr Leben, um Salzburg vor weitgehenden Zerstörungen zu bewahren.
Bereits am späten Abend des 3. Mai 1945 hatte Lepperdinger SS-Einheiten daran hindern lassen, die Brücken sprengreif zu machen. Die SS-Leute fügten sich, obwohl im Lager Glasenbach ein ganzes SS-Bataillon stationiert war. Am folgenden Morgen verabschiedete sich Lepperdinger im Radio von den Salzburgern: „Salzburger! Ich tue es für Euch, steht bedingungslos zu mir. Es tun auch alle meine Offiziere und die gesamte Polizei.“
An die Übergabe an die Amerikaner erinnert sich Lepperdinger in einem Interview mit dem ORF später wie folgt: „Ich bin dann nach Hause gefahren in das Haus eines Adjutanten von mir, die mich aufgenommen hatten. Ich wollte Zivil anziehen. Aber das war sehr schwierig – denn ich hatte ja kein Zivilgewand. Also ging ich in die Stadt, um mir einen Anzug zu kaufen. Ein Salzburger Geschäftsmann war derartig liebenswürdig zu mir und hat mir einen Trachtenanzug geschenkt. Er sagte, ich hätte ihm so viel erspart, dass er das gar nicht gutmachen könne. Dann habe ich Zivil angezogen und an sich war für mich der Krieg beendet.“

### Nach dem Krieg
Lepperdinger, aus Aubing bei München stammend, blieb Salzburg verbunden. Zu allen runden Jahrestagen seiner mutigen Tat kehrte er dorthin zurück und traf sich mit alten Kameraden im Toscaninihof, seinem ehemaligen Kommandobunker.

## Ehrungen
Salzburg dankte Hans Lepperdinger nicht mit einem Denkmal, wie vielfach verlangt worden war, sondern 1966 mit der Verleihung der Ehrenbürgerschaft. Er starb 1984. Die Stadt widmete ihm ein Ehrengrab auf dem Kommunalfriedhof.
Auch die Straße im Salzburger Vorort Wals-Siezenheim, an der das neue Fußballstadion der Landeshauptstadt liegt, ist nach dem Oberst benannt. Allerdings hatte der Gemeinderat von Wals-Siezenheim schon in seiner ersten Nachkriegssitzung, und damit noch vor den Salzburgern, Lepperdinger die Ehrenbürgerschaft verliehen.
Seinen Lebensabend verbrachte Hans Lepperdinger in Marquartstein in Bayern.